# Renault Scénic
Renault Scénic är en bilmodell från Renault av MPV-typ som presenterades i sin första version 1996. Den byggde då som nu på den mindre mellanklassmodellen Mégane och var något av en pionjär i sitt segment; lilla MPV-segmentet.

## Scénic I
Den första generationen gick bara att få med fem separata sittplatser. En flexibel inredning, bra utrustning och ett lågt pris gjorde att modellen blev en succé. Många andra tillverkare kopierade sedan konceptet och idag finns en uppsjö modeller på samma tema. 
1999 genomgick Scénic en ansiktslyftning och samma år presenterade Opel sin utmanare; Zafira. Denna kom att bli en svår konkurrent då den erbjöd sju sittplatser som dessutom kunde skjutas ned i golvet på ett mycket snillrikt vis.

## Scénic II
Nästa version av Scénic, presenterad 2003, gick därför också att få i en förlängd sjusitsig version, kallad Grand Scénic. År 2006 genomgick hela Méganeserien, inklusive Scénic, en mildare ansiktslyftning och från och med hösten 2006 går Grand-modellen även att fås som femsitsig.

## Scénic III

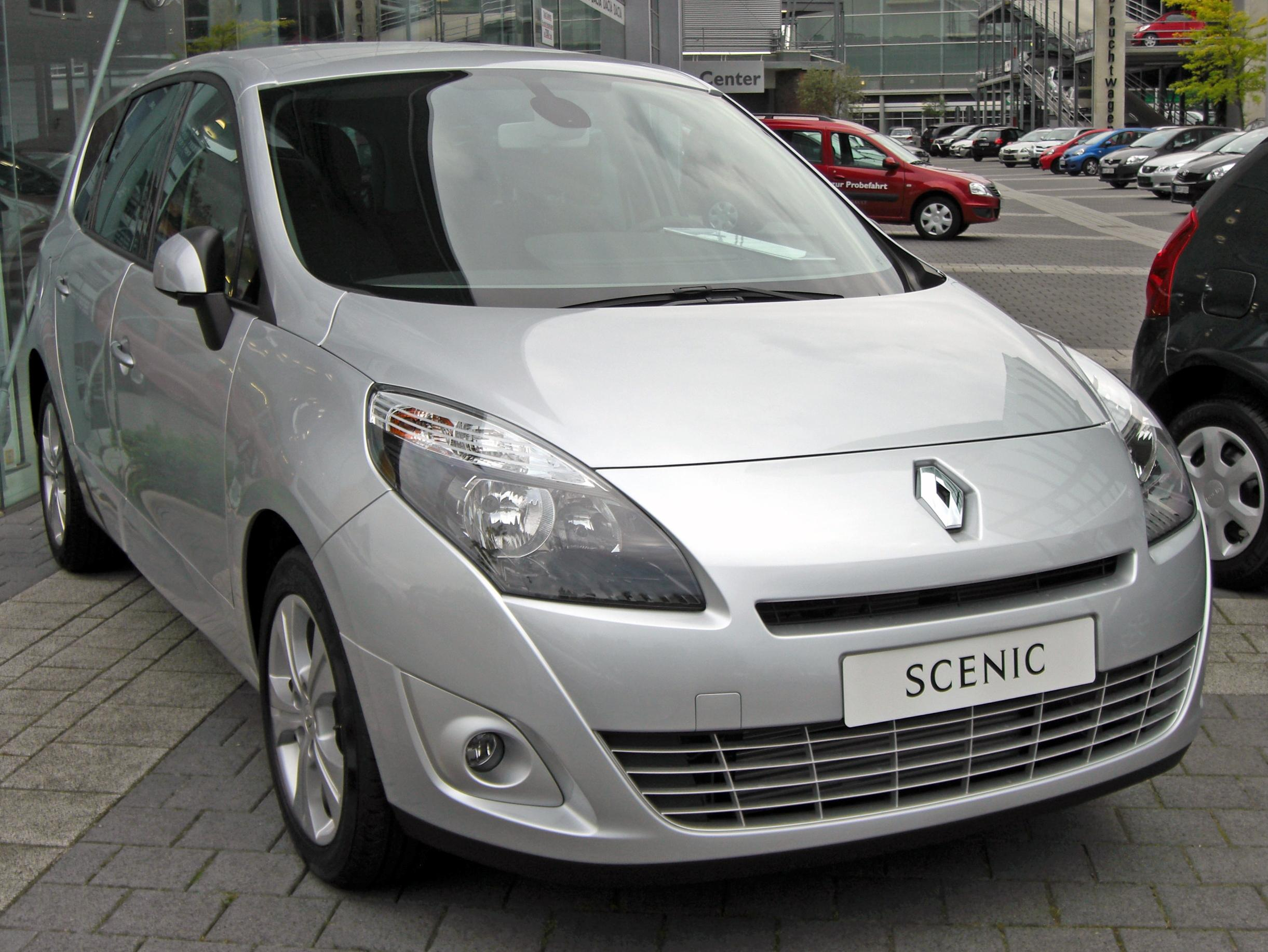
Renault Scénic III.

År 2009 lanserades den tredje generationens Scénic och Grand Scénic.

## Scénic IV
Fjärde generationen av Scénic presenterades vid Genève Motor Show år 2016.

## Konkurrenter
- Citroën Xsara Picasso
- Chevrolet Tacuma
- Nissan Tino
- Opel Zafira
- Toyota Corolla Verso
- Mazda 5